# Обервизен
Обервизен (њем. Oberwiesen) општина је у њемачкој савезној држави Рајна-Палатинат. Једно је од 81 општинског средишта округа Донерсберг. Према процјени из 2010. у општини је живјело 491 становника. Посједује регионалну шифру (AGS) 7333056.

## Географски и демографски подаци
Обервизен се налази у савезној држави Рајна-Палатинат у округу Донерсберг. Општина се налази на надморској висини од 250 метара. Површина општине износи 1,6 km². У самом мјесту је, према процјени из 2010. године, живјело 491 становника. Просјечна густина становништва износи 305 становника/km².